# ألترينتشام وسيل الغربية (دائرة انتخابية في المملكة المتحدة)
ألترينتشام وسيل الغربية  (بالإنجليزية: Altrincham and Sale West)‏ هي إحدى الدوائر الانتخابية في المملكة المتحدة الممثلة في مجلس العموم في برلمان المملكة المتحدة.
عضو البرلمان الذي يمثلها حالياً هو :Mr Graham Brady (Con).